# Гудзин тушу дзичън
Гудзин тушу дзичън (на китайски: 古今图书集成) е китайска енциклопедия от 18 век. Тя е написана в традиционния жанр лейсу и представлява първата национална енциклопедия в Китай. Енциклопедията е дълга 10 000 юнски „свитъка“ и е съставена по императорска заповед на императора Кангси.

### Небесни въпроси
Съставена от 121 части и 544 глави.

### География
Съставена от 1187 части и 2144 глави.

### Човешки взаимоотношения
Съставена от 2922 части и 2604 глави.

### Наука
Съставена от 1130 части и 1656 глави.

### Политика
Съставена от 450 части и 1832 глави.